# Miré
Miré és un municipi francès situat al departament de Maine i Loira i a la regió de País del Loira. L'any 2007 tenia 978 habitants.

## Demografia

### Població
El 2007 la població de fet de Miré era de 978 persones. Hi havia 356 famílies de les quals 82 eren unipersonals (33 homes vivint sols i 49 dones vivint soles), 127 parelles sense fills, 135 parelles amb fills i 12 famílies monoparentals amb fills.
La població ha evolucionat segons el següent gràfic:
Habitants censats

### Habitatges
El 2007 hi havia 401 habitatges, 356 eren l'habitatge principal de la família, 18 eren segones residències i 27 estaven desocupats. 386 eren cases i 14 eren apartaments. Dels 356 habitatges principals, 224 estaven ocupats pels seus propietaris, 128 estaven llogats i ocupats pels llogaters i 5 estaven cedits a títol gratuït; 13 tenien dues cambres, 67 en tenien tres, 127 en tenien quatre i 149 en tenien cinc o més. 267 habitatges disposaven pel capbaix d'una plaça de pàrquing. A 183 habitatges hi havia un automòbil i a 144 n'hi havia dos o més.

### Piràmide de població
La piràmide de població per edats i sexe el 2009 era:
| Homes | Edats   | Dones |
| ----- | ------- | ----- |
| 0     | 95 o +  | 8     |
| 4     | 90 a 94 | 28    |
| 4     | 85 a 89 | 12    |
| 0     | 80 a 84 | 4     |
| 20    | 75 a 79 | 28    |
| 24    | 70 a 74 | 12    |
| 32    | 65 a 69 | 40    |
| 28    | 60 a 64 | 20    |
| 24    | 55 a 59 | 24    |
| 24    | 50 a 54 | 12    |
| 24    | 45 a 49 | 32    |
| 32    | 40 a 44 | 24    |
| 40    | 35 a 39 | 28    |
| 28    | 30 a 34 | 24    |
| 52    | 25 a 29 | 36    |
| 20    | 20 a 24 | 24    |
| 40    | 15 a 19 | 24    |
| 28    | 10 a 14 | 28    |
| 32    | 5 a 9   | 28    |
| 52    | 0 a 4   | 16    |

## Economia
El 2007 la població en edat de treballar era de 546 persones, 397 eren actives i 149 eren inactives. De les 397 persones actives 350 estaven ocupades (203 homes i 147 dones) i 47 estaven aturades (19 homes i 28 dones). De les 149 persones inactives 53 estaven jubilades, 42 estaven estudiant i 54 estaven classificades com a «altres inactius».

### Ingressos
El 2009 a Miré hi havia 371 unitats fiscals que integraven 975,5 persones, la mediana anual d'ingressos fiscals per persona era de 14.477 €.

### Activitats econòmiques
Dels 42 establiments que hi havia el 2007, 2 eren d'empreses extractives, 3 d'empreses alimentàries, 6 d'empreses de fabricació d'altres productes industrials, 3 d'empreses de construcció, 11 d'empreses de comerç i reparació d'automòbils, 1 d'una empresa de transport, 2 d'empreses d'hostatgeria i restauració, 1 d'una empresa immobiliària, 5 d'empreses de serveis, 4 d'entitats de l'administració pública i 4 d'empreses classificades com a «altres activitats de serveis».
Dels 10 establiments de servei als particulars que hi havia el 2009, 1 era una oficina de correu, 3 tallers de reparació d'automòbils i de material agrícola, 1 paleta, 1 lampisteria, 1 electricista, 2 perruqueries i 1 saló de bellesa.
Dels 5 establiments comercials que hi havia el 2009, 1 era una botiga de menys de 120 m², 3 fleques i 1 una carnisseria.
L'any 2000 a Miré hi havia 30 explotacions agrícoles que ocupaven un total de 1.520 hectàrees.

## Equipaments sanitaris i escolars
L'únic equipament sanitari que hi havia el 2009 era una farmàcia.
El 2009 hi havia 2 escoles elementals.

## Poblacions més properes
El següent diagrama mostra les poblacions més properes.